# Kobra and the Lotus
Kobra and The Lotus es una banda de heavy metal de Canadá formada en 2009 por la cantante y escritora Kobra Paige.

## Premios y nominaciones
El álbum Kobra and the Lotus está listado en el tercer puesto en Best Emerging Hard Rock & Heavy Metal Artists of 2013 (Mejores Artistas Nuevos de Hard Rock y Heavy Metal de 2013)
Kobra Paige está listado como una de las 25 mujeres mejores en hard rock y heavy metal en 2013.
Kobra and the Lotus fue nominado para el premio "Best New Band" (Mejor Banda Nueva) en el Golden Gods 2012 por Metal Hammer

## Discografía
Álbumes 
- Out of the Pit (Kobra Music, 2010)[10]
- Kobra and the Lotus (Spinefarm Records, Universal Music Group, 2012)[11]
- High Priestess (Titan Music, 2014)[12]
- Prevail I  (2017)
- Prevail II  (2018)
- Evolution (2019)

 EPs 
- Words of the Prophets (Titan Music, 2015)[13]